# Troisième circonscription de la préfecture d'Aichi
La troisième circonscription de la préfecture d'Aichi (愛知県第3区, Aichi-ken dai-san-ku) est l'une des seize circonscriptions législatives que compte la préfecture d'Aichi au Japon.

## Description géographique
Depuis 1994, la troisième circonscription de la préfecture d'Aichi correspond aux arrondissements de Shōwa, Midori et Tempaku de la ville de Nagoya,.

## Députés
| Législature | Début de mandat | Fin de mandat | Député élu            | Parti politique | Parti politique |
| ----------- | --------------- | ------------- | --------------------- | --------------- | --------------- |
| 41e         | 1996            | 2000          | Yukihiro Yoshida (ja) |                 | Shinshintō      |
| 42e         | 2000            | 2003          | Shōichi Kondō (ja)    |                 | PDJ             |
| 43e         | 2003            | 2005          | Shōichi Kondō (ja)    |                 | PDJ             |
| 44e         | 2005            | 2009          | Shōichi Kondō (ja)    |                 | PDJ             |
| 45e         | 2009            | 2012          | Shōichi Kondō (ja)    |                 | PDJ             |
| 46e         | 2012            | 2014          | Yoshitaka Ikeda (ja)  |                 | PLD             |
| 47e         | 2014            | 2017          | Shōichi Kondō         |                 | PDJ             |
| 48e         | 2017            | 2021          | Shōichi Kondō         |                 | PDC             |
| 49e         | 2021            | 2024          | Shōichi Kondō         |                 | PDC             |
| 50e         | 2024            | -             | Shōichi Kondō         |                 | PDC             |